# Демаре, Жан
Жан Демаре де Сен-Сорлен (фр. Jean Desmarets de Saint-Sorlin; 1595, Париж — 28 октября 1676, Париж) — французский поэт и драматург.

## Биография
Жан Демаре де Сен-Сорлен родился в 1595 году в городе Париже; происходил из знатной семьи.
Дебютировал в литературе в 1632 году тяжеловесным романом «Ariane». Стал членом Французской академии при самом её основании. Был представлен Ришельё, по просьбе которого написал ряд неудачных трагедий и трагикомедий. Написанная им в сотрудничестве с Ришельё трагикомедия «Мирам» (1641) содержала намёки на любовные интриги Анны Австрийской и герцога Бекингема. Этой пьесой 14 января 1641 года открылся созданный Ришельё театр «Пале-Кардиналь» (с 1642 года — театр «Пале-Рояль»). Пьесы «Мирам», «Аспазия» («Aspasie»), «Сципион» («Scipion»), «Роксана» («Roxane») послужили основанием для резких нападок Буало, выбравшего Демаре одной из жертв своих сатир. Его большая, претенциозная эпопея «Хлодвиг» («Clovis») также была неудачна. Тем не менее Демаре занимает выдающееся место во французской литературе благодаря своей оригинальной комедии «Les Visionnaires» (1640), одной из самых лучших комедий домольеровского периода, полной курьёзных характеров и положений (типы хвастуна-капитана, поэта, помешанного на пафосе, дилетанта-ценителя и др.). Особенно удачны женские типы, из которых один — образ некрасивой старой девы, мнящей весь свет у своих ног, — послужил Мольеру образцом его Белизы в «Femmes Savantes». Интерес «Les Visionnaires» для современников автора увеличивался еще от намёков на разных лиц, на отель Рамбуйе и т. д.
В последние 20 лет жизни Демаре превратился в мистика-пиетиста, переложил стихами «L’office de la vierge Marie» (1645), издал том молитв в прозе, затеял полемику с янсенистами и стал выставлять себя посланником Бога для искоренения зла на Земле, обладателем ключа от Апокалипсиса и т. п. Он затеял также литературный поход против классицизма и начал своим «Traite des poetes grecs et latins» знаменитую «querelle des anciens et des modernes», которую после него продолжали Буало и Перро, Фонтенель и Ламот.
Жан Демаре де Сен-Сорлен умер 28 октября 1676 года в родном городе.